# Diaugasma olyra
Diaugasma olyra é uma espécie de gastrópode do gênero Diaugasma, pertencente à família Raphitomidae.